# Zaklęte serce
Zaklęte serce (Mariana de la noche) – meksykańska telenowela z 2003 roku.

## Fabuła
Mariana Montenegro mieszka w małym górniczym miasteczku, którego mieszkańcy są przekonani, że nad Marianą wisi klątwa. Każdego mężczyznę, który się z nią zwiąże wkrótce spotyka jakieś nieszczęście. Mariana jest młoda i piękna. Jest półsierotą, mieszka z ojcem, Atilio. To on jest właścicielem tutejszej kopalni. Atilio ma silny charakter, czasem staje się okrutny, gdy ktoś odważy się sprzeciwić jego woli. Od lat Atilio ukrywa przed światem swą największą tajemnicę. Otóż Mariana nie jest jego córką, co więcej, Atilio darzy ją uczuciem, które dalekie jest od miłości ojcowskiej. Atilio ma dwie siostry. Starsza z nich, Isabela, jest dobrą pełną miłości kobietą. To ona wychowała Marianę i kocha ją jak własną córkę. Młodsza z sióstr, Marcia, jest arogancka i samolubna; czasem bywa bezwzględna wobec górników. Marcia nigdy nikogo nie kochała. Ta sytuacja zmienia się, gdy w mieście pojawia się Ignacio Lugo Navarro. Ignacio przybył tu w poszukiwaniu prawdy o swojej przeszłości i nikomu nie ujawnia swego prawdziwego imienia. Ignacio zakochuje się w Marianie od pierwszego wejrzenia, ona odwzajemnia jego miłość. Natomiast Marcia zakochuje się bez pamięci w Ignacio i na wieść o tym, że jej ukochany poślubił w tajemnicy przed wszystkimi Marianę, zaczyna planować zemstę. Najpierw informuje swego brata Atilio o tajemnym ślubie tych dwojga. Atilio postanawia zabić Ignacio. Nawet nie domyśla się, że w ten sposób wydaje wyrok śmierci na własnego syna. Nikt o tym nie wie, że Ignacio jest synem Atilio i jego dawnej kochanki, Lucrecii, właścicielki lokalnej tawerny.

## Obsada
- Angélica Rivera – Marcia Montenegro
- Jorge Salinas – Ignacio Lugo Navarro Vargas
- Alejandra Barros – Mariana Montenegro Madrigal/Lugo Navarro Vargas
- César Évora – Atilio Montenegro
- Alma Muriel – Isabel Montenegro
- Rene Strickler – Camilio Guerrero
- Patricia Reyes Spindola – Maria Lola
- Jose Carlos Ruiz – Isidro Valtierra
- Patricia Navidad – Yadira
- Maria Rojo – Lucrecia Vargas
- Roberto Blandon – Ivan Lugo Navarro
- Aurora Clavel – Mama Lupe
- Adriana Fonseca – Caridad „Chachi” Montenegro
- Ignacio Guadelupe – Medio Mundo
- Jaime Lozano – Eladio
- Aleida Nunez – Miguelina
- Esperanza Rendon – Irma

## Wersja polska
W Polsce telenowela była emitowana w telewizji TVN. Opracowaniem wersji polskiej zajęło się studio ITI Film Studio na zlecenie TVN. Autorem tekstu była Marta Śliwińska. Lektorem serialu był Radosław Popłonikowski.

## Nagrody i nominacje

### Premios TVyNovelas(2004)
| Kategoria                         | Osoby                   | Wynik     |
| --------------------------------- | ----------------------- | --------- |
| Najlepsza telenowela              | Salvador Mejía          | Nominacja |
| Najlepszy protagonista            | Jorge Salinas           | Nominacja |
| Najlepsza antagonistka            | Angélica Rivera         | Wygrana   |
| Najlepszy antagonista             | César Évora             | Wygrana   |
| Najlepsza aktorka pierwszoplanowa | Patricia Reyes Spíndola | Nominacja |
| Najlepszy aktor pierwszoplanowy   | José Carlos Ruiz        | Nominacja |
| Najlepsza aktorka drugoplanowa    | Adriana Fonseca         | Nominacja |